# 1560
Portal Geschichte | Portal Biografien | Aktuelle Ereignisse | Jahreskalender | Tagesartikel

◄ |
15. Jahrhundert |
16. Jahrhundert
| 17. Jahrhundert | ►

◄ |
1530er |
1540er |
1550er |
1560er
| 1570er | 1580er | 1590er | ►

◄◄ |
◄ |
1556 |
1557 |
1558 |
1559 |
1560
| 1561 | 1562 | 1563 | 1564 | ► | ►►
Staatsoberhäupter  · Nekrolog   · Musikjahr
| Januar | Januar | Januar | Januar | Januar | Januar | Januar | Januar |
| Kw     | Mo     | Di     | Mi     | Do     | Fr     | Sa     | So     |
| ------ | ------ | ------ | ------ | ------ | ------ | ------ | ------ |
| 1      | 1      | 2      | 3      | 4      | 5      | 6      | 7      |
| 2      | 8      | 9      | 10     | 11     | 12     | 13     | 14     |
| 3      | 15     | 16     | 17     | 18     | 19     | 20     | 21     |
| 4      | 22     | 23     | 24     | 25     | 26     | 27     | 28     |
| 5      | 29     | 30     | 31     |        |        |        |        |

| Februar | Februar | Februar | Februar | Februar | Februar | Februar | Februar |
| Kw      | Mo      | Di      | Mi      | Do      | Fr      | Sa      | So      |
| ------- | ------- | ------- | ------- | ------- | ------- | ------- | ------- |
| 5       |         |         |         | 1       | 2       | 3       | 4       |
| 6       | 5       | 6       | 7       | 8       | 9       | 10      | 11      |
| 7       | 12      | 13      | 14      | 15      | 16      | 17      | 18      |
| 8       | 19      | 20      | 21      | 22      | 23      | 24      | 25      |
| 9       | 26      | 27      | 28      | 29      |         |         |         |

| März | März | März | März | März | März | März | März |
| Kw   | Mo   | Di   | Mi   | Do   | Fr   | Sa   | So   |
| ---- | ---- | ---- | ---- | ---- | ---- | ---- | ---- |
| 9    |      |      |      |      | 1    | 2    | 3    |
| 10   | 4    | 5    | 6    | 7    | 8    | 9    | 10   |
| 11   | 11   | 12   | 13   | 14   | 15   | 16   | 17   |
| 12   | 18   | 19   | 20   | 21   | 22   | 23   | 24   |
| 13   | 25   | 26   | 27   | 28   | 29   | 30   | 31   |

| April | April | April | April | April | April | April | April |
| Kw    | Mo    | Di    | Mi    | Do    | Fr    | Sa    | So    |
| ----- | ----- | ----- | ----- | ----- | ----- | ----- | ----- |
| 14    | 1     | 2     | 3     | 4     | 5     | 6     | 7     |
| 15    | 8     | 9     | 10    | 11    | 12    | 13    | 14    |
| 16    | 15    | 16    | 17    | 18    | 19    | 20    | 21    |
| 17    | 22    | 23    | 24    | 25    | 26    | 27    | 28    |
| 18    | 29    | 30    |       |       |       |       |       |

| Mai | Mai | Mai | Mai | Mai | Mai | Mai | Mai |
| Kw  | Mo  | Di  | Mi  | Do  | Fr  | Sa  | So  |
| --- | --- | --- | --- | --- | --- | --- | --- |
| 18  |     |     | 1   | 2   | 3   | 4   | 5   |
| 19  | 6   | 7   | 8   | 9   | 10  | 11  | 12  |
| 20  | 13  | 14  | 15  | 16  | 17  | 18  | 19  |
| 21  | 20  | 21  | 22  | 23  | 24  | 25  | 26  |
| 22  | 27  | 28  | 29  | 30  | 31  |     |     |

| Juni | Juni | Juni | Juni | Juni | Juni | Juni | Juni |
| Kw   | Mo   | Di   | Mi   | Do   | Fr   | Sa   | So   |
| ---- | ---- | ---- | ---- | ---- | ---- | ---- | ---- |
| 22   |      |      |      |      |      | 1    | 2    |
| 23   | 3    | 4    | 5    | 6    | 7    | 8    | 9    |
| 24   | 10   | 11   | 12   | 13   | 14   | 15   | 16   |
| 25   | 17   | 18   | 19   | 20   | 21   | 22   | 23   |
| 26   | 24   | 25   | 26   | 27   | 28   | 29   | 30   |

| Juli | Juli | Juli | Juli | Juli | Juli | Juli | Juli |
| Kw   | Mo   | Di   | Mi   | Do   | Fr   | Sa   | So   |
| ---- | ---- | ---- | ---- | ---- | ---- | ---- | ---- |
| 27   | 1    | 2    | 3    | 4    | 5    | 6    | 7    |
| 28   | 8    | 9    | 10   | 11   | 12   | 13   | 14   |
| 29   | 15   | 16   | 17   | 18   | 19   | 20   | 21   |
| 30   | 22   | 23   | 24   | 25   | 26   | 27   | 28   |
| 31   | 29   | 30   | 31   |      |      |      |      |

| August | August | August | August | August | August | August | August |
| Kw     | Mo     | Di     | Mi     | Do     | Fr     | Sa     | So     |
| ------ | ------ | ------ | ------ | ------ | ------ | ------ | ------ |
| 31     |        |        |        | 1      | 2      | 3      | 4      |
| 32     | 5      | 6      | 7      | 8      | 9      | 10     | 11     |
| 33     | 12     | 13     | 14     | 15     | 16     | 17     | 18     |
| 34     | 19     | 20     | 21     | 22     | 23     | 24     | 25     |
| 35     | 26     | 27     | 28     | 29     | 30     | 31     |        |

| September | September | September | September | September | September | September | September |
| Kw        | Mo        | Di        | Mi        | Do        | Fr        | Sa        | So        |
| --------- | --------- | --------- | --------- | --------- | --------- | --------- | --------- |
| 35        |           |           |           |           |           |           | 1         |
| 36        | 2         | 3         | 4         | 5         | 6         | 7         | 8         |
| 37        | 9         | 10        | 11        | 12        | 13        | 14        | 15        |
| 38        | 16        | 17        | 18        | 19        | 20        | 21        | 22        |
| 39        | 23        | 24        | 25        | 26        | 27        | 28        | 29        |
| 40        | 30        |           |           |           |           |           |           |

| Oktober | Oktober | Oktober | Oktober | Oktober | Oktober | Oktober | Oktober |
| Kw      | Mo      | Di      | Mi      | Do      | Fr      | Sa      | So      |
| ------- | ------- | ------- | ------- | ------- | ------- | ------- | ------- |
| 40      |         | 1       | 2       | 3       | 4       | 5       | 6       |
| 41      | 7       | 8       | 9       | 10      | 11      | 12      | 13      |
| 42      | 14      | 15      | 16      | 17      | 18      | 19      | 20      |
| 43      | 21      | 22      | 23      | 24      | 25      | 26      | 27      |
| 44      | 28      | 29      | 30      | 31      |         |         |         |

| November | November | November | November | November | November | November | November |
| Kw       | Mo       | Di       | Mi       | Do       | Fr       | Sa       | So       |
| -------- | -------- | -------- | -------- | -------- | -------- | -------- | -------- |
| 44       |          |          |          |          | 1        | 2        | 3        |
| 45       | 4        | 5        | 6        | 7        | 8        | 9        | 10       |
| 46       | 11       | 12       | 13       | 14       | 15       | 16       | 17       |
| 47       | 18       | 19       | 20       | 21       | 22       | 23       | 24       |
| 48       | 25       | 26       | 27       | 28       | 29       | 30       |          |

| Dezember | Dezember | Dezember | Dezember | Dezember | Dezember | Dezember | Dezember |
| Kw       | Mo       | Di       | Mi       | Do       | Fr       | Sa       | So       |
| -------- | -------- | -------- | -------- | -------- | -------- | -------- | -------- |
| 48       |          |          |          |          |          |          | 1        |
| 49       | 2        | 3        | 4        | 5        | 6        | 7        | 8        |
| 50       | 9        | 10       | 11       | 12       | 13       | 14       | 15       |
| 51       | 16       | 17       | 18       | 19       | 20       | 21       | 22       |
| 52       | 23       | 24       | 25       | 26       | 27       | 28       | 29       |
| 1        | 30       | 31       |          |          |          |          |          |

| Januar | Januar | Januar | Januar | Januar | Januar | Januar | Januar |
| Kw     | Mo     | Di     | Mi     | Do     | Fr     | Sa     | So     |
| ------ | ------ | ------ | ------ | ------ | ------ | ------ | ------ |
| 1      | 1      | 2      | 3      | 4      | 5      | 6      | 7      |
| 2      | 8      | 9      | 10     | 11     | 12     | 13     | 14     |
| 3      | 15     | 16     | 17     | 18     | 19     | 20     | 21     |
| 4      | 22     | 23     | 24     | 25     | 26     | 27     | 28     |
| 5      | 29     | 30     | 31     |        |        |        |        |

| Februar | Februar | Februar | Februar | Februar | Februar | Februar | Februar |
| Kw      | Mo      | Di      | Mi      | Do      | Fr      | Sa      | So      |
| ------- | ------- | ------- | ------- | ------- | ------- | ------- | ------- |
| 5       |         |         |         | 1       | 2       | 3       | 4       |
| 6       | 5       | 6       | 7       | 8       | 9       | 10      | 11      |
| 7       | 12      | 13      | 14      | 15      | 16      | 17      | 18      |
| 8       | 19      | 20      | 21      | 22      | 23      | 24      | 25      |
| 9       | 26      | 27      | 28      | 29      |         |         |         |

| März | März | März | März | März | März | März | März |
| Kw   | Mo   | Di   | Mi   | Do   | Fr   | Sa   | So   |
| ---- | ---- | ---- | ---- | ---- | ---- | ---- | ---- |
| 9    |      |      |      |      | 1    | 2    | 3    |
| 10   | 4    | 5    | 6    | 7    | 8    | 9    | 10   |
| 11   | 11   | 12   | 13   | 14   | 15   | 16   | 17   |
| 12   | 18   | 19   | 20   | 21   | 22   | 23   | 24   |
| 13   | 25   | 26   | 27   | 28   | 29   | 30   | 31   |

| April | April | April | April | April | April | April | April |
| Kw    | Mo    | Di    | Mi    | Do    | Fr    | Sa    | So    |
| ----- | ----- | ----- | ----- | ----- | ----- | ----- | ----- |
| 14    | 1     | 2     | 3     | 4     | 5     | 6     | 7     |
| 15    | 8     | 9     | 10    | 11    | 12    | 13    | 14    |
| 16    | 15    | 16    | 17    | 18    | 19    | 20    | 21    |
| 17    | 22    | 23    | 24    | 25    | 26    | 27    | 28    |
| 18    | 29    | 30    |       |       |       |       |       |

| Mai | Mai | Mai | Mai | Mai | Mai | Mai | Mai |
| Kw  | Mo  | Di  | Mi  | Do  | Fr  | Sa  | So  |
| --- | --- | --- | --- | --- | --- | --- | --- |
| 18  |     |     | 1   | 2   | 3   | 4   | 5   |
| 19  | 6   | 7   | 8   | 9   | 10  | 11  | 12  |
| 20  | 13  | 14  | 15  | 16  | 17  | 18  | 19  |
| 21  | 20  | 21  | 22  | 23  | 24  | 25  | 26  |
| 22  | 27  | 28  | 29  | 30  | 31  |     |     |

| Juni | Juni | Juni | Juni | Juni | Juni | Juni | Juni |
| Kw   | Mo   | Di   | Mi   | Do   | Fr   | Sa   | So   |
| ---- | ---- | ---- | ---- | ---- | ---- | ---- | ---- |
| 22   |      |      |      |      |      | 1    | 2    |
| 23   | 3    | 4    | 5    | 6    | 7    | 8    | 9    |
| 24   | 10   | 11   | 12   | 13   | 14   | 15   | 16   |
| 25   | 17   | 18   | 19   | 20   | 21   | 22   | 23   |
| 26   | 24   | 25   | 26   | 27   | 28   | 29   | 30   |

| Juli | Juli | Juli | Juli | Juli | Juli | Juli | Juli |
| Kw   | Mo   | Di   | Mi   | Do   | Fr   | Sa   | So   |
| ---- | ---- | ---- | ---- | ---- | ---- | ---- | ---- |
| 27   | 1    | 2    | 3    | 4    | 5    | 6    | 7    |
| 28   | 8    | 9    | 10   | 11   | 12   | 13   | 14   |
| 29   | 15   | 16   | 17   | 18   | 19   | 20   | 21   |
| 30   | 22   | 23   | 24   | 25   | 26   | 27   | 28   |
| 31   | 29   | 30   | 31   |      |      |      |      |

| August | August | August | August | August | August | August | August |
| Kw     | Mo     | Di     | Mi     | Do     | Fr     | Sa     | So     |
| ------ | ------ | ------ | ------ | ------ | ------ | ------ | ------ |
| 31     |        |        |        | 1      | 2      | 3      | 4      |
| 32     | 5      | 6      | 7      | 8      | 9      | 10     | 11     |
| 33     | 12     | 13     | 14     | 15     | 16     | 17     | 18     |
| 34     | 19     | 20     | 21     | 22     | 23     | 24     | 25     |
| 35     | 26     | 27     | 28     | 29     | 30     | 31     |        |

| September | September | September | September | September | September | September | September |
| Kw        | Mo        | Di        | Mi        | Do        | Fr        | Sa        | So        |
| --------- | --------- | --------- | --------- | --------- | --------- | --------- | --------- |
| 35        |           |           |           |           |           |           | 1         |
| 36        | 2         | 3         | 4         | 5         | 6         | 7         | 8         |
| 37        | 9         | 10        | 11        | 12        | 13        | 14        | 15        |
| 38        | 16        | 17        | 18        | 19        | 20        | 21        | 22        |
| 39        | 23        | 24        | 25        | 26        | 27        | 28        | 29        |
| 40        | 30        |           |           |           |           |           |           |

| Oktober | Oktober | Oktober | Oktober | Oktober | Oktober | Oktober | Oktober |
| Kw      | Mo      | Di      | Mi      | Do      | Fr      | Sa      | So      |
| ------- | ------- | ------- | ------- | ------- | ------- | ------- | ------- |
| 40      |         | 1       | 2       | 3       | 4       | 5       | 6       |
| 41      | 7       | 8       | 9       | 10      | 11      | 12      | 13      |
| 42      | 14      | 15      | 16      | 17      | 18      | 19      | 20      |
| 43      | 21      | 22      | 23      | 24      | 25      | 26      | 27      |
| 44      | 28      | 29      | 30      | 31      |         |         |         |

| November | November | November | November | November | November | November | November |
| Kw       | Mo       | Di       | Mi       | Do       | Fr       | Sa       | So       |
| -------- | -------- | -------- | -------- | -------- | -------- | -------- | -------- |
| 44       |          |          |          |          | 1        | 2        | 3        |
| 45       | 4        | 5        | 6        | 7        | 8        | 9        | 10       |
| 46       | 11       | 12       | 13       | 14       | 15       | 16       | 17       |
| 47       | 18       | 19       | 20       | 21       | 22       | 23       | 24       |
| 48       | 25       | 26       | 27       | 28       | 29       | 30       |          |

| Dezember | Dezember | Dezember | Dezember | Dezember | Dezember | Dezember | Dezember |
| Kw       | Mo       | Di       | Mi       | Do       | Fr       | Sa       | So       |
| -------- | -------- | -------- | -------- | -------- | -------- | -------- | -------- |
| 48       |          |          |          |          |          |          | 1        |
| 49       | 2        | 3        | 4        | 5        | 6        | 7        | 8        |
| 50       | 9        | 10       | 11       | 12       | 13       | 14       | 15       |
| 51       | 16       | 17       | 18       | 19       | 20       | 21       | 22       |
| 52       | 23       | 24       | 25       | 26       | 27       | 28       | 29       |
| 1        | 30       | 31       |          |          |          |          |          |

## Ereignisse

### Politik und Weltgeschehen

#### Frankreich / Schottland

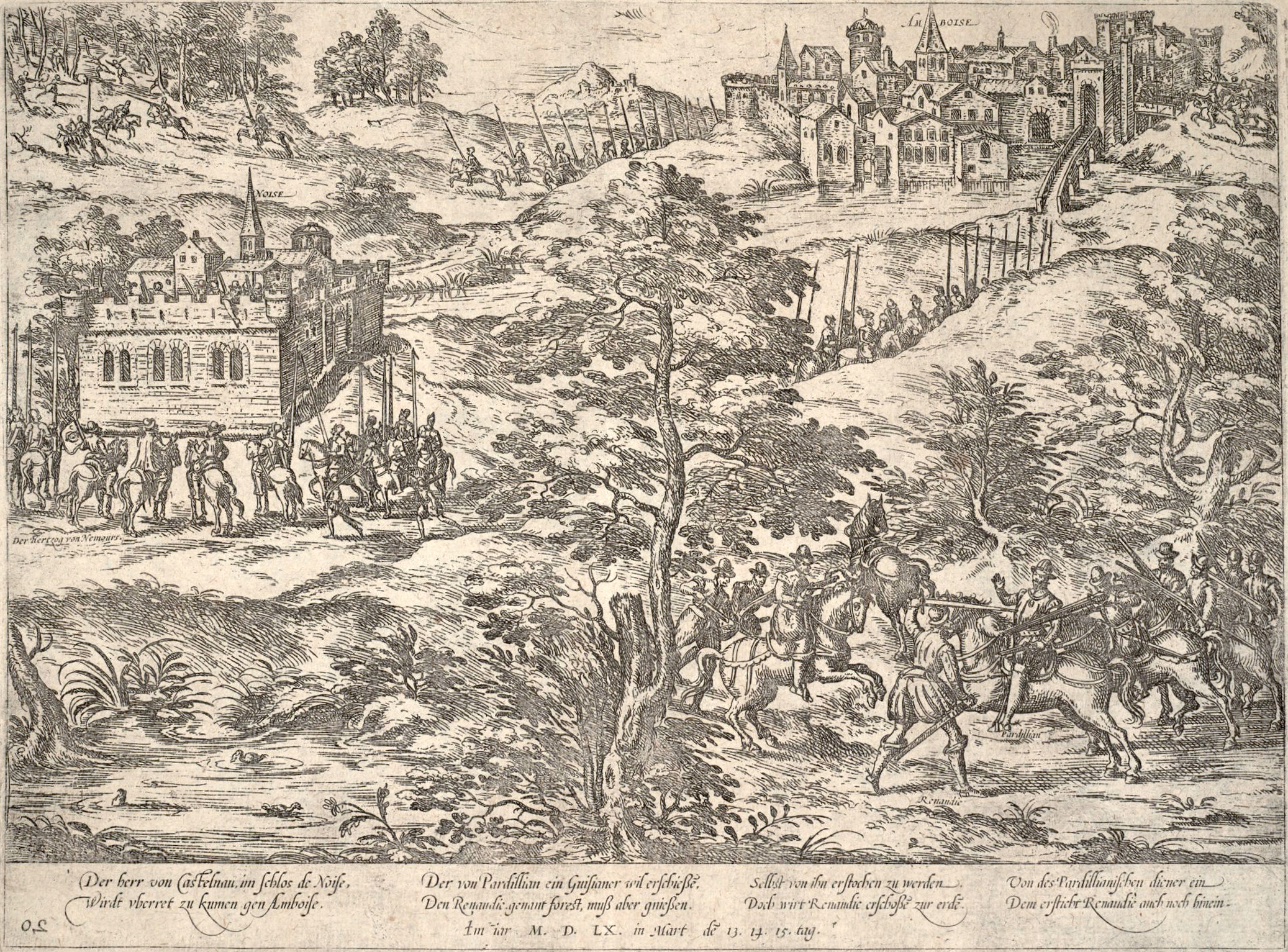
Festnahme der hugenottischen Verschwörer in der Umgegend von Amboise, Stich von Frans Hogenberg

- 17. März: Hugenotten und unzufriedene Adlige wagen den entscheidenden Schlag in der Verschwörung von Amboise. Der Sturm auf das Schloss Amboise, um den französischen König Franz II. in ihre Gewalt zu bringen, schlägt jedoch fehl. Hunderte Verschwörer sterben in den folgenden Tagen.
- 6. Juli: Der Vertrag von Edinburgh beendet die seit dem 12. Jahrhundert bestehende Auld Alliance zwischen Schottland und Frankreich. Das nach der Reformierung durch John Knox presbyterianische Schottland möchte sich mehr an das ebenfalls protestantischen England anlehnen.
- 5. Dezember: Nach dem Tod des 16-jährigen Königs Franz II. wird sein 10-jähriger Bruder Karl IX. neuer Herrscher in Frankreich. Die Regierungsgeschäfte übernimmt als Vormund seine Mutter Katharina von Medici. Die verwitwete Königin Maria Stuart hat am Hof wenig Rückhalt und kehrt im August 1561 nach Schottland zurück.

#### Schweden

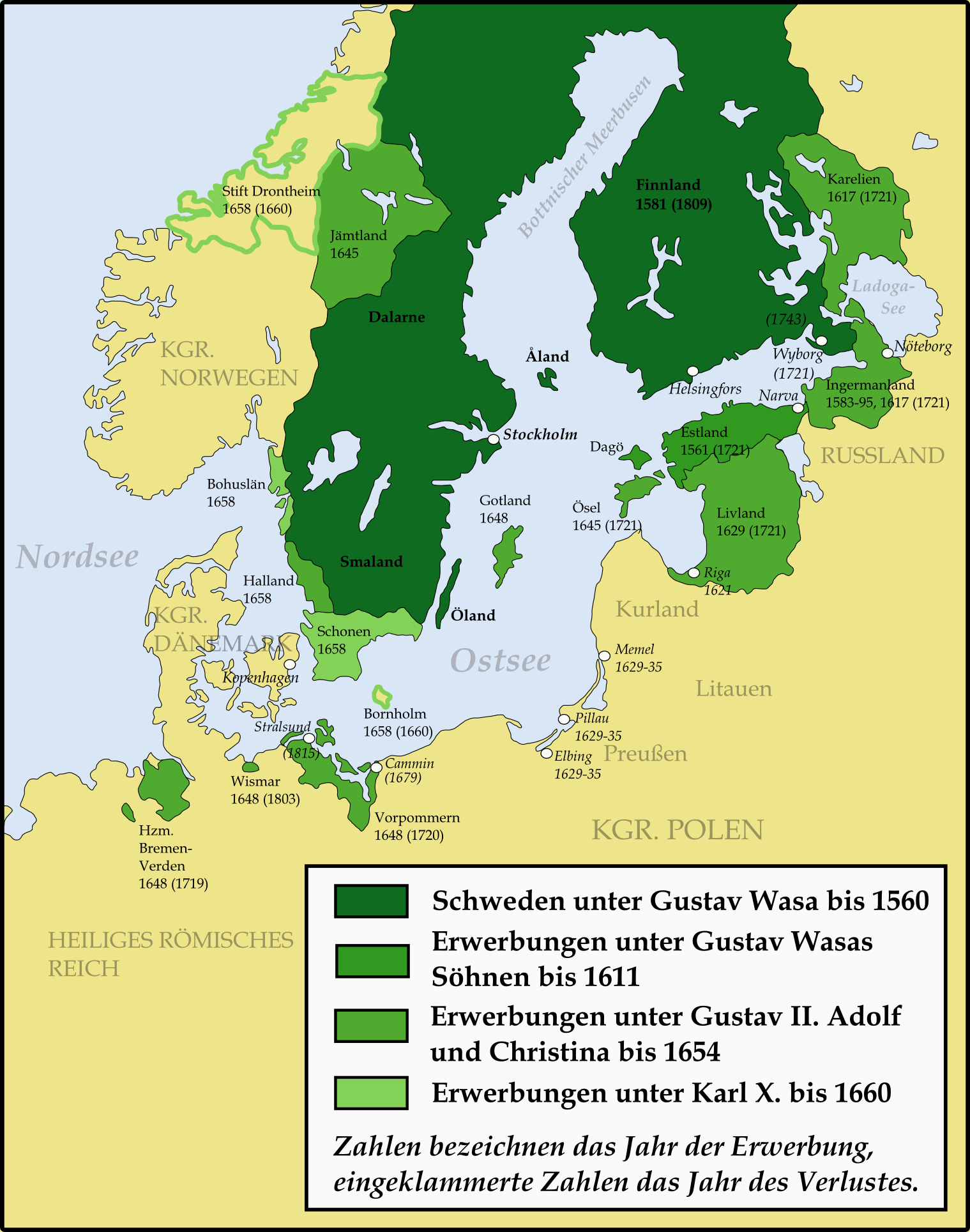
Dominium maris baltici: Entwicklung des schwedischen Imperiums ab 1560

- 29. September: Erik XIV. wird nach dem Tod seines Vaters Gustav I. Wasa König von Schweden. Erik, der Heiratspläne mit der englischen Königin Elisabeth I. gehegt hat, sagt daraufhin eine geplante Reise nach England ab. Er bemüht sich auch schnell, seine Macht zu festigen, vor allem gegenüber seinen Brüdern Johann, Magnus und Karl, die aus dem Testament ihres Vaters große Herzogtümer erhalten haben, aber deren Stellung zum König nicht eindeutig festgelegt ist.

#### Baltikum
- 2. August: In der Schlacht bei Ermes erleidet die Livländische Konföderation eine entscheidende Niederlage gegen die Russen.

#### Osmanisches Reich/Mittelmeer
- König Philipp II. von Spanien schmiedet ein christliches Bündnis gegen das Osmanische Reich, dem neben Spanien noch die Republik Venedig, die Republik Genua, der Papst (Kirchenstaat), das Herzogtum Savoyen und die Malteserritter angehören. Die Allianz versammelt eine Flotte von etwa 200 Schiffen mit 30.000 Soldaten in Messina unter dem Befehl von Giovanni Andrea Doria, einem Großneffen von Andrea Doria. Infolge eines Sturmes muss die Flotte in Malta Zuflucht suchen, wo die Winterstürme sie sechs Wochen festhalten.
- 12. März: Die christliche Liga erobert die vor der Südostküste Tunesiens gelegene Insel Djerba, die lange eine Schlüsselbastion der osmanischen Korsaren unter Khair ad-Din Barbarossa und Turgut Reis gewesen ist. Daraufhin entsendet Sultan Süleyman I. eine Flotte von 120 Schiffen nach Djerba.
- 14. Mai: Die fünftägige Seeschlacht von Djerba geht zu Ende. Eine osmanische Flotte unter dem Befehlshaber Piale Pascha setzt sich gegen die Flotte einer christlichen Allianz unter dem Kommando von Giovanni Andrea Doria durch. Die vernichtende Niederlage mit einem Verlust von 60 Galeeren und etwa 20.000 Menschen auf christlicher Seite bewirkt einen Höhepunkt der türkischen Seeherrschaft im Mittelmeer.

#### Asien
- 12. Juni: In der Schlacht von Okehazama beim heutigen Toyoake treffen in der japanischen Sengoku-Zeit die Drei Reichseiniger erstmals aufeinander. Der Ausgang der Schlacht besiegelt einerseits den Untergang eines der einflussreichsten Sengoku-Daimyō-Häuser, der Imagawa, andererseits den Aufstieg des ersten der späteren drei Reichseiniger, Oda Nobunaga, von einem Provinzherrscher zu einer der einflussreichsten und prägendsten Personen der Zeit; und damit auch den Anfang der Einflussnahme der Oda auf die nationale Geschichte Japans. Der einflussreichste Herrscher der Imagawa, Imagawa Yoshimoto, findet in der Schlacht den Tod, obwohl er schätzungsweise das Zehnfache der Truppen seiner Gegner um sich versammelt hat. Außerdem steigt in der Folge der zweite der drei Reichseiniger, Toyotomi Hideyoshi von einem Imagawa-Gefolgsmann zu einem General unter Oda Nobunaga auf und beginnt ebenfalls Einfluss zu nehmen.

#### Amerika

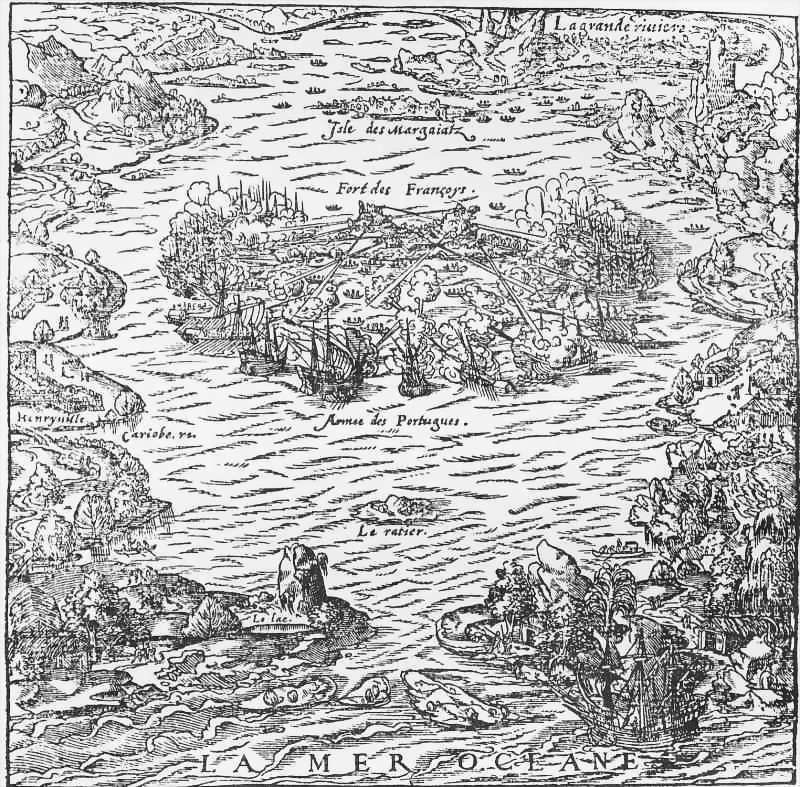
Der Angriff auf Fort Coligny

- Eine portugiesische Flotte zerstört das von Nicolas Durand de Villegagnon gegründete Fort Coligny in der Bucht von Rio de Janeiro, das die Kolonie France Antarctique schützen soll. Die Kolonie wird 1567 von den Portugiesen zerschlagen.

#### Urkunden und Gründungen
- Die Oberburg in Gondorf an der Mosel wird gebaut.

### Wissenschaft und Technik
- 20. April: Im Katharinenkloster in Stralsund wird die Neue Schule eröffnet. Lorenz Wydeman wird erster Rektor.
- Giambattista della Porta gründet in Neapel die Academia Secretorum Naturae, eine der ersten naturwissenschaftlichen Akademien in Europa.

### Kultur

#### Malerei

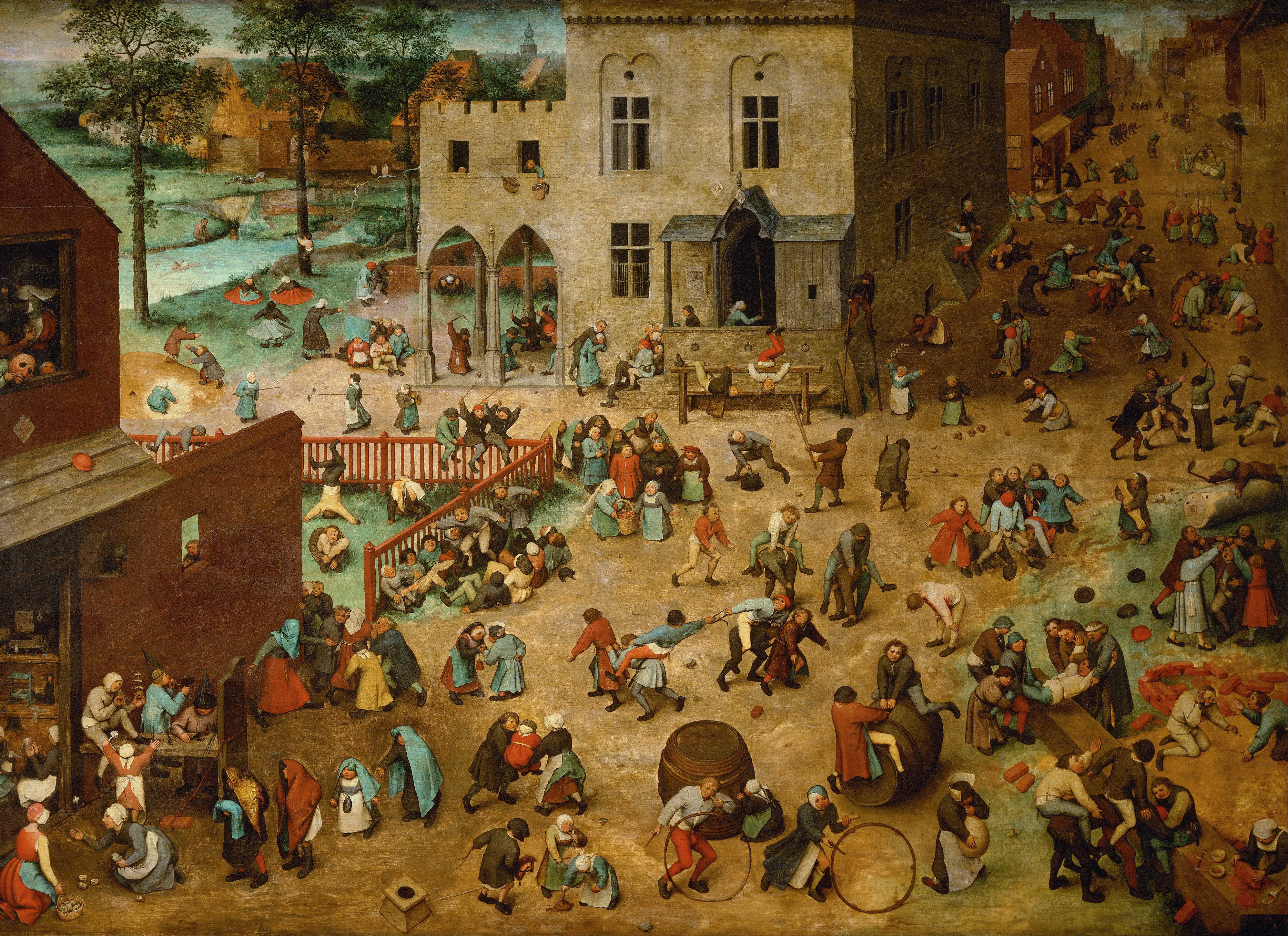
Die Kinderspiele

Der niederländische Renaissancemaler Pieter Bruegel der Ältere fertigt in Öl auf Holz das Gemälde Die Kinderspiele. Dargestellt sind 80 verschiedene Kinderspiele aus den Niederlanden des 16. Jahrhunderts. Ob Bruegel selbst dem Gemälde einen Namen gegeben hat, ist nicht überliefert.

#### Schachspiel
- Der italienische Schachmeister Giulio Cesare Polerio analysiert erstmals das Zweispringerspiel im Nachzuge im Schach.
- Der italienische Schachmeister Giovanni Leonardo da Cutri unterliegt in Rom dem Spanier Ruy López de Segura.

### Religion
- 6. Juli: Nach dem Friedensschluss mit England setzt das schottische Parlament eine Kommission von sechs Theologen ein, die unter Führung von John Knox die reformatorische Lehre in nur vier Tagen in 25 Artikeln zusammenfasst. Als die zur Stellungnahme aufgeforderte katholische Partei keine Gegenschrift einreicht, beschließt das Parlament im August die Confessio Scotica fast einstimmig, allerdings gegen den Widerstand von Maria Stuart. Als Folge dieses Beschlusses entsteht die schottische reformierte Kirche. Inhaltlich ist das Schottische Bekenntnis verwandt mit der ein Jahr früher entstandenen Confessio Gallicana der französischen Hugenotten und der Confessio Belgica von 1561.
- Jean Calvin und Pierre Viret versuchen in Genf – zunächst vergeblich – Abendmahlsmarken einzuführen.

## Historische Karten und Ansichten

Karte der Reichskreise im Jahre 1560 nach der Reichsreform Maximillian I.

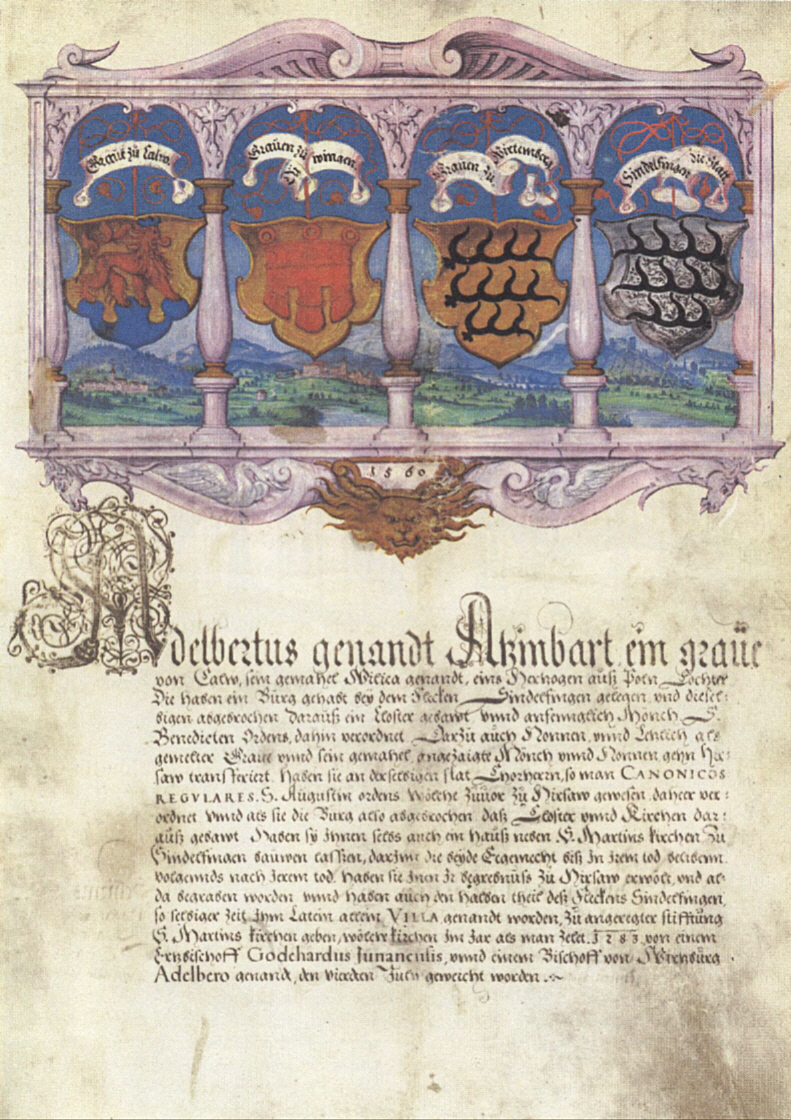
Sindelfinger Chronik von Andreas Rüttel 1560

Die Sindelfinger Chronik zeigt rechts die Wappen des Herzogtums Württemberg und das von Sindelfingen.

## Geboren

### Geburtsdatum gesichert
- 17. Januar: Caspar Bauhin, schweizerischer Botaniker und Universitätsprofessor († 1624)
- 23. Januar: Ortolph Fomann der Ältere, deutscher Philosoph und Rechtswissenschaftler († 1634)
- 13. März: Wilhelm Ludwig, Graf von Nassau-Dillenburg und Statthalter von Friesland († 1620)
- 25. Juni: Wilhelm Fabry, Stadtarzt in Bern und Begründer der wissenschaftlichen Chirurgie († 1634)
- 25. Juni: Juan Sánchez Cotán, spanischer Maler († 1627)
- 28. Juni: Jean de Lascaris-Castellar, Großmeister des Malteserordens († 1657)
- 09. Juli: Karl Ludwig zu Sulz, kaiserlicher Feldzeugmeister und Hofkriegsratspräsident († 1616)
- 11. Juli: Charles III. de Croÿ, Statthalter in den Spanischen Niederlanden († 1612)
- 07. August: Elisabeth Báthory, ungarische Adlige († 1614)
- 08. August: Pietro Durazzo, Doge der Republik Genua († 1631)
- 10. August: Hieronymus Praetorius, deutscher Organist und Komponist († 1629)
- 11. August: Theodosius Fabricius, deutscher lutherischer Theologe († 1597)
- 04. September: Karl I., Pfalzgraf und Herzog von Pfalz-Zweibrücken-Birkenfeld († 1600)
- 03. Oktober: Eberhard Schenk von Limpurg-Speckfeld, Herr zu Speckfeld und Gründer der neuen Linie Limpurg-Speckfeld († 1622)
- 10. Oktober: Jacobus Arminius, niederländischer reformierter Theologe und Begründer des Arminianismus († 1609)
- 17. Oktober: Ernst Friedrich, Markgraf von Baden-Durlach († 1604)
- 29. Oktober: Christian I., Kurfürst von Sachsen († 1591)
- 01. November: Zacharias Geizkofler, Reichspfennigmeister des Heiligen Römischen Reiches († 1617)
- 02. November: Albrecht Manuel, Schultheiss von Bern († 1637)
- 03. November: Annibale Carracci, italienischer Maler († 1609)
- 13. November: Thomas Chrön, Fürstbischof von Laibach († 1630)
- 22. November: Karl von Burgau, Markgraf von Burgau und kaiserlicher Feldmarschall († 1618)
- 27. November: Domenico Tintoretto, venezianischer Maler († 1635)
- 28. November: Baltasar von Marradas, spanischer Adliger, Malteserritter, kaiserlicher Feldmarschall, Statthalter in Böhmen († 1638)

### Genaues Geburtsdatum unbekannt
- Robert Abbot, englischer Geistlicher, Bischof von Salisbury († 1618)
- Felice Anerio, italienischer Komponist († 1614)
- Ottavio Acquaviva d’Aragona, Kardinal († 1612)
- William Brade, englischer Komponist, Violinist und Gambenvirtuose († 1630)
- Markantun de Dominis, Mathematiker, Jesuit, Bischof von Senj und Erzbischof von Split († 1624)
- Gilbert Gifford, englischer Doppelagent († 1590)
- Jean Le Clerc französischer Geograf, Kupferstecher, Drucker und Verleger († 1621)
- Anthony Munday, englischer Autor († 1633)
- Anton Praetorius, reformierter Pfarrer, Kämpfer gegen Hexenprozesse und Folter († 1613)

### Geboren um 1560
- Bartholomäus Agricola, deutscher Mönch († 1621)
- John Udall, englischer Schriftsteller († 1592)

## Gestorben

### Erstes Halbjahr
- 01. Januar: Joachim du Bellay, französischer Schriftsteller (* um 1522)
- 03. Januar: Peder Palladius, dänischer lutherischer Theologe und Reformator (* 1503)
- 08. Januar: Johannes á Lasco, reformatorischer Theologe (* 1499)
- 15. Januar: Franz Burchart, deutscher Gelehrter und Politiker (* 1503)
- 20. Januar: Nikolaus Gerbel, deutscher Humanist (* um 1485)
- vor dem 7. Februar: Baccio Bandinelli, italienischer Bildhauer (* 1488 oder 1493)
- 14. Februar: Philipp I., Herzog von Pommern-Wolgast (* 1515)
- 16. Februar: Jean du Bellay, Kardinal und Erzbischof von Paris (* 1492)
- 23. Februar: Gaspar Lax, spanischer Mathematiker, Logiker und Philosoph (* 1487)
- 04. März: Albrecht VII., Graf von Mansfeld (* 1480)
- 09. März: Caspar Landsidel, deutscher Pädagoge und Rhetoriker (* 1514)
- 09. März: Katharina von Tecklenburg, Fürstäbtissin des Stifts Essen (* 1517)
- 26. März: Peter Hegemon, deutscher lutherischer Theologe und Reformator (* 1512)
- 28. März: Christoph Zobel, deutscher Jurist (* 1499)

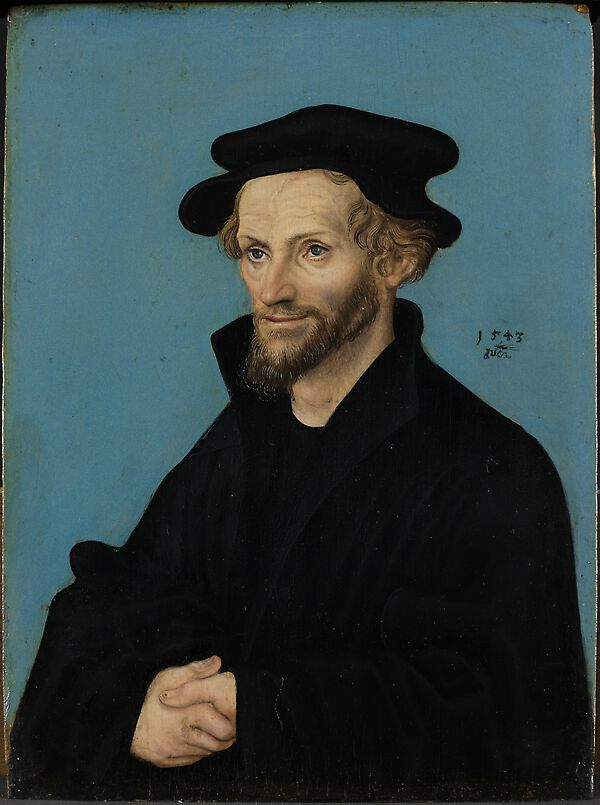
Philipp Melanchthon von Lucas Cranach d. Ält.

- 19. April: Philipp Melanchthon, deutscher Reformator der so genannten Wittenberger Reformation (* 1497)
- 24. Mai: Hans Jakob von Wattenwyl, Schultheiss von Bern (* 1506)
- 11. Juni: Marie de Guise, Königin von Schottland (* 1515)
- 12. Juni: Imagawa Yoshimoto, japanischer Daimyō (* 1519)
- 21. Juni: Rudolf von und zu Frankenstein, Fürstbischof von Speyer (* 1523)
- 25. Juni: Konrad Nesen, deutscher Humanist und Bürgermeister von Zittau (* um 1495)

### Zweites Halbjahr
- 25. Juli: Nikolaus Bardewik, Bürgermeister der Hansestadt Lübeck (* 1506)
- 27. Juli: Jaroslav von Pernstein, böhmisch-mährischer Adliger (* 1528)
- 01. August: Melchior Volmar, deutscher Jurist, Philologe und Humanist (* 1497)
- 07. August: Anastassija Romanowna Sacharjina, erste russische Zarin (* um 1523)
- 14. September: Anton Fugger, Kaufmann (* 1493)

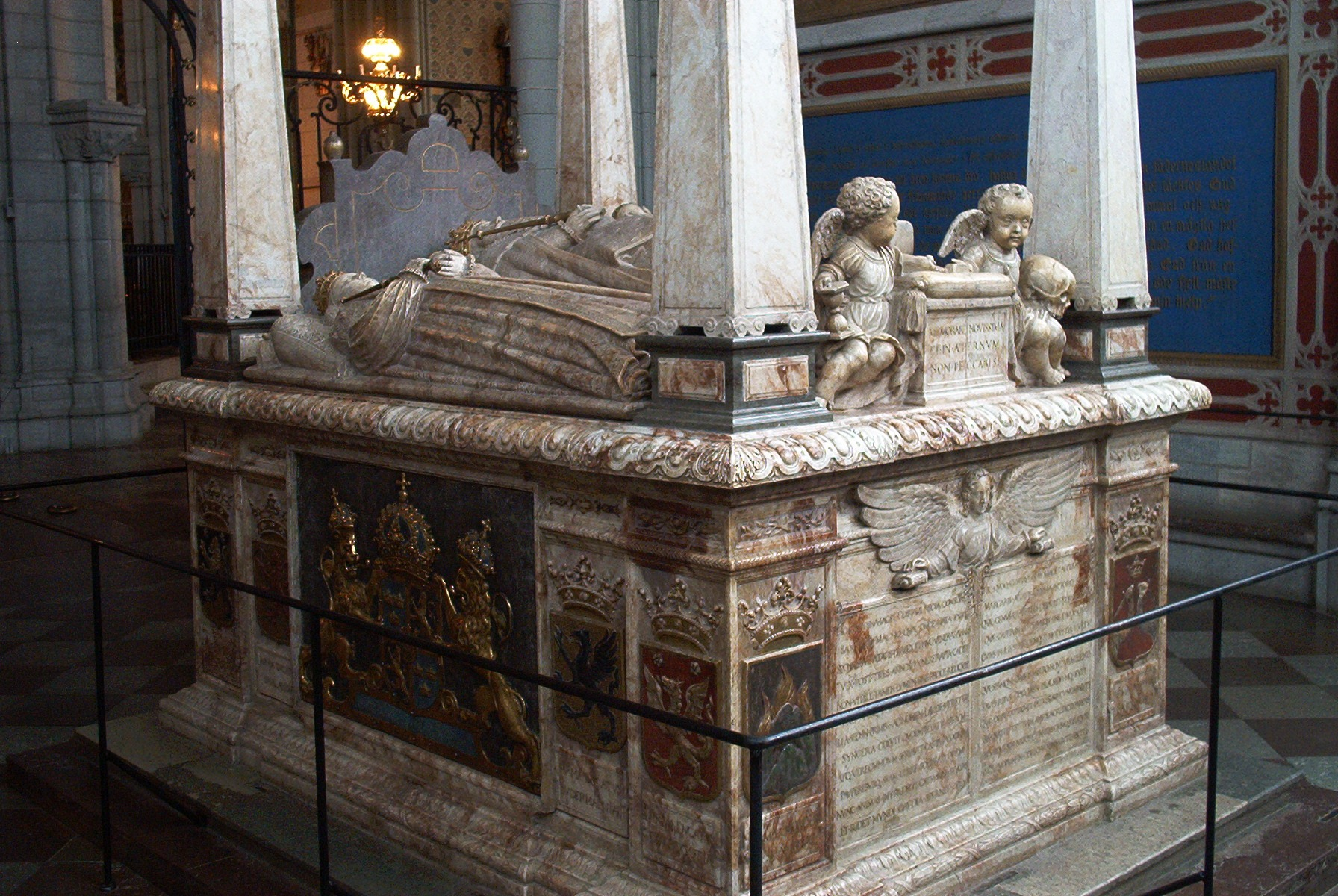
Gustav Wasas Grab im Dom zu Uppsala

- 29. September: Gustav I. Wasa, König von Schweden (* 1496)
- 30. September: Melchior Cano, spanischer Theologe (* 1509)
- 07. November: Petrus Lotichius Secundus, deutscher Gelehrter, Mediziner und neulateinischer Dichter (* 1528)
- 12. November: Caspar Aquila, deutscher Theologe (* 1488)
- 15. November: Dominico de Soto, spanischer Theologe und Philosoph (* 1494)
- 17. November: Michael von Kuenburg, Erzbischof von Salzburg (* 1514)
- 25. November: Andrea Doria, genuesischer Admiral und Fürst von Melfi (* 1466)
- 02. Dezember: Georg Sabinus, Gründungsrektor der Universität zu Königsberg (* 1508)
- 05. Dezember: Franz II., König von Frankreich 1559–1560 (* 1544)
- 07. Dezember: Ernst von Bayern, Administrator von Passau und Salzburg (* 1500)
- 22. Dezember: Caspar Vogt von Wierandt, Dresdner Festungsbaumeister (* um 1500)

### Genaues Todesdatum unbekannt
- Onna Attena, Ehefrau des Grafen Otto III. und die Mutter von Johann II.
- Aman Isa Khan: uigurische Muqam-Meisterin, Dichterin und Musikerin (* 1526)
- Sébastien de Montfalcon, Bischof von Lausanne (* 1489)
- Christoph Weiditz, deutscher Maler, Medailleur, Bildschnitzer und Goldschmied (* 1498)
- Agustín de Zárate, spanischer Historiker (* um 1492)